# Fausto Brizzi
Fausto Brizzi (Roma 15 de noviembre de 1968) es un guionista, productor y director de cine italiano.

## Biografía
Fausto Brizzi se graduó en el Centro Sperimentale di Cinematografia en julio de 1994. Tras varias experiencias teatrales y algunos premios a sus cortometrajes, escribió guiones para televisión: Il mio amico Babbo Natale, con Lino Banfi y Gerry Scotti; Valeria medico legale, con Claudia Koll; No ho l'età, con Marco Columbro; Sei forte maestro, con Emilio Solfrizzi; Onora il padre, con Leo Gullotta; Lui e lei, con Vittoria Belvedere; Benedetti dal Signore, con Ezio Greggio y Enzo Iacchetti; Previsto imbroglioni e mezzo, con Claudio Bisio y Sabrina Ferilli. También escribió guiones para películas como: Feliz Navidad, Natale sul Nilo, Natale en India, Navidad enamorada, Natale en Miami, Natale en Nueva York e Natale en Crociera, todos dirigidos por Neri Parenti.

## Director de cine
Notte prima degli esami (La noche anterior a los exámenes) fue su debut como director y un gran éxito de público. 
En 2008 escriba la película Amici miei 400 dirigido por Neri Parenti, Oggi Sposi dirigió por Luca Lucini y un trabajo nuevo a Marco Martani, El thriller La notte di Peter Cacerola (La noche de Peter Cacerola).
Su tercer proyecto cuando director, el ensemble la comedia "Ex", dedicado al amor acabado, estuvo liberado el 6 de febrero de 2009. Entre el reparto: Silvio Orlando, Claudia Gerini, Claudio Bisio, Flavio Insinna, Cristiana Capotondi, Gianmarco Tognazzi, Elena Sofia Ricci, Fabio De Luigi, Nancy Brilli, Alessandro Gassman, Claudia Gerini, Cècile Cassel, Malik Zidi, Vincenzo Salemme y Giorgia Wurth.